# Герої Радянського Союзу — уродженці Харківської області
У цьому списку представлені, по районах, Герої Радянського Союзу, які народились на території сучасної Харківської області. Список містить інформацію про дату Указу про присвоєння звання, номер медалі «Золота Зірка» рід військ, посаду та військове звання на час присвоєння звання Героя Радянського Союзу, місце народження, роки життя (дата народження і дата смерті) та місце поховання.
| № п/п                   | Фото                    | П. І. Б.                          | Дата Указу Номер нагороди            | Рід військ              | Посада Звання                                                 | Роки життя                         | Роки життя                                        |
| ----------------------- | ----------------------- | --------------------------------- | ------------------------------------ | ----------------------- | ------------------------------------------------------------- | ---------------------------------- | ------------------------------------------------- |
| Балаклійський район:    |                         |                                   |                                      |                         |                                                               |                                    |                                                   |
| 1                       | Герой Радянського Союзу | Гнечко Олексій Романович          | 08.09.1945 № 7772                    | Генералітет             | командувач оборонного району, генерал-майор                   | нар. 23.02.1900 Нова Гусарівка     | пом. 07.04.1980 Москва                            |
| 2                       | Герой Радянського Союзу | Матерієнко Микола Пилипович       | 04.06.1944                           | Артилерія               | командир батареї, лейтенант                                   | нар. 1922 Михайлівка               | пом. 22.07.1944 Краславський район                |
| 3                       | Герой Радянського Союзу | Петченко Йосип Тихонович          | 22.07.1944 № 4153                    | Артилерія               | мінометник, рядовий                                           | нар. 07.09.1901 Балаклія           | пом. 05.08.1976 Балаклія                          |
| 4                       | Герой Радянського Союзу | Тимофієнко Іван Васильович        | 01.07.1944 № 3907                    | Авіація                 | старший льотчик, гвардії старший лейтенант                    | нар. 25.12.1918 Савинці            | пом. 07.10.1986 Щолково                           |
| 5                       | Герой Радянського Союзу | Уваров Василь Тимофійович         | 24.12.1943 посмертно                 | Артилерія               | командир взводу, молодший лейтенант                           | нар. 09.01.1919 Мілова             | пом. 09.07.1943 Березовець                        |
| 6                       | Герой Радянського Союзу | Шевченко Борис Демидович          | 10.01.1944 посмертно                 | Піхота                  | начальник штабу дивізії, гвардії полковник                    | нар. 07.10.1904 Андріївка          | пом. 29.01.1944 Липовець                          |
| Барвінківський район:   |                         |                                   |                                      |                         |                                                               |                                    |                                                   |
| 7                       | Герой Радянського Союзу | Гергель Андрій Прокопович         | 22.07.1944 № 5292                    | Політпрацівники         | замполіт полку, гвардії майор                                 | нар. 22.08.1910 Новопавлівка       | пом. 24.12.1991 Харків                            |
| 8                       | Герой Радянського Союзу | Кулик Григорій Карпович           | 28.04.1945 № 4900                    | Піхота                  | командир взводу, гвардії старший сержант                      | нар. 22.10.1912 Велика Комишуваха  | пом. 1988 Краснодарський край                     |
| 9                       | Герой Радянського Союзу | Перевозний Михайло Іванович       | 26.10.1943 № 1389                    | Артилерія               | начальник штабу полку, гвардії капітан                        | нар. 07.05.1918 Мечебилове         | пом. 19.09.1944 Кагул                             |
| Близнюківський район:   |                         |                                   |                                      |                         |                                                               |                                    |                                                   |
| 10                      | Герой Радянського Союзу | Горкунов Михайло Степанович       | 01.05.1943 № 1000                    | Авіація                 | командир ескадрильї, капітан                                  | нар. 05.09.1915 Надеждине          | пом. 06.12.1943 не повернувся з бойового завдання |
| 11                      | Герой Радянського Союзу | Сербиненко Микола Іларіонович     | 18.08.1945 № 6894                    | Авіація                 | командир ланки, лейтенант                                     | нар. 07.11.1922 Савчинське         | пом. 09.03.1981 Мінськ                            |
| 12                      | Герой Радянського Союзу | Ткаченко Петро Тимофійович        | 22.02.1944 № 3433                    | Піхота                  | командир відділення, рядовий                                  | нар. 09.05.1914 Берестове          | пом. 15.05.1946 Берестове                         |
| Богодухівський район:   |                         |                                   |                                      |                         |                                                               |                                    |                                                   |
| 13                      | Герой Радянського Союзу | Загорулько Дмитро Сергійович      | 24.03.1945 посмертно                 | Інженерні війська       | командир роти, старший лейтенант                              | нар. 12.12.1915 Мерло              | пом. 10.05.1944 Севастополь                       |
| 14                      | Герой Радянського Союзу | Коротеєв Костянтин Аполлонович    | 06.04.1945 № 6093                    | Генералітет             | командувач 52-ї армії, генерал-полковник                      | нар. 25.02.1901 Богодухів          | пом. 04.01.1953 Москва                            |
| 15                      | Герой Радянського Союзу | Макаренко Микола Федорович        | 10.02.1943 № 823                     | Авіація                 | командир ескадрильї, майор                                    | нар. 01.05.1916 Сінне              | пом. 12.01.1998 Чкаловський                       |
| 16                      | Герой Радянського Союзу | Ножка Степан Захарович            | 20.12.1943 № 2589                    | Інженерні війська       | сапер, рядовий                                                | нар. 17.05.1915 Кручик             | пом. 24.08.1984 Кручик                            |
| 17                      | Герой Радянського Союзу | Шовковий Сергій Єпіфанович        | 24.03.1945 № 4202                    | Піхота                  | командир полку, гвардії майор                                 | нар. 21.10.1912 Павлівка           | пом. 25.12.1997 Хімки                             |
| Борівський район:       |                         |                                   |                                      |                         |                                                               |                                    |                                                   |
| 18                      | Герой Радянського Союзу | Біжко Володимир Єгорович          | 15.05.1946 № 9004                    | Авіація                 | командир ланки, гвардії лейтенант                             | нар. 03.04.1921 Загризове          | пом. 03.07.2006 Самара                            |
| 19                      | Герой Радянського Союзу | Колесник Василь Степанович        | 08.09.1945 посмертно                 | Інженерні війська       | сапер, єфрейтор                                               | нар. 1923 Борова                   | пом. 10.08.1945 Турів Ріг                         |
| 20                      | Герой Радянського Союзу | Шутько Єгор Йосипович             | 24.03.1945 посмертно                 | Піхота                  | кулеметник, рядовий                                           | нар. 12.10.1924 Гороховатка        | пом. 21.09.1944 Латвія                            |
| Валківський район:      |                         |                                   |                                      |                         |                                                               |                                    |                                                   |
| 21                      | Герой Радянського Союзу | Буцький Йосип Іванович            | 24.03.1945 № 5201                    | Піхота                  | командир батальйону, майор                                    | нар. 18.10.1919 Велика Лихівка     | пом. 04.01.1980 Буцьківка                         |
| 22                      | Герой Радянського Союзу | Видренко Дмитро Олександрович     | 24.03.1945 № 7665                    | Артилерія               | замковий гармати, гвардії рядовий                             | нар. 20.06.1909 Литвинівка         | пом. 15.06.1988 Єнакієве                          |
| 23                      | Герой Радянського Союзу | Вільхівський Семен Михайлович     | 22.02.1944 № 3360                    | Піхота                  | командир полку, гвардії підполковник                          | нар. 16.04.1905 Мельникове         | пом. 23.08.1984 Дніпропетровськ                   |
| 24                      | Герой Радянського Союзу | Данильченко Іван Андрійович       | 01.07.1944 №                         | Авіація                 | штурман, капітан                                              | нар. 22.09.1914 Рудий Байрак       | пом. 28.10.1981 Москва                            |
| 25                      | Герой Радянського Союзу | Дзюба Іван Михайлович             | 21.07.1942 № 601                     | Авіація                 | командир ескадрильї, майор                                    | нар. 01.05.1918 Огульці            | пом. 12.10.1995 Щолково                           |
| 26                      | Герой Радянського Союзу | Коляда Василь Олексійович         | 17.10.1943 № 2210                    | Військова медицина      | командир взводу, старший лейтенант                            | нар. 14.01.1920 Валки              | пом. 02.01.1953                                   |
| 27                      | Герой Радянського Союзу | Лаврик Іван Іванович              | 26.10.1943 № 3528                    | Артилерія               | командир взводу, молодший лейтенант                           | нар. 15.07.1922 Черемушна          | пом. 04.11.1993 Харків                            |
| 28                      | Герой Радянського Союзу | Онопченко Микола Маркович         | 15.05.1946 № 9010                    | Авіація                 | командир ескадрильї, гвардії старший лейтенант                | нар. 03.10.1920 Манили             | пом. 03.05.1998 Ступіно                           |
| Великобурлуцький район: |                         |                                   |                                      |                         |                                                               |                                    |                                                   |
| 29                      | Герой Радянського Союзу | Антонов Олександр Антонович       | 27.06.1945 № 6130                    | Піхота                  | командир батальйону, майор                                    | нар. 23.10.1914 Картавівка         | пом. 01.09.1997 Мінськ                            |
| 30                      | Герой Радянського Союзу | Заболотний Іван Миколайович       | 04.03.1942                           | Авіація                 | командир ланки, старший лейтенант                             | нар. 12.07.1916 Шипувате           | пом. 27.06.1942 зник безвісти                     |
| 31                      | Герой Радянського Союзу | Каліберда Іван Панасович          | 26.10.1943 № 1330                    | Інженерні війська       | командир взводу, лейтенант                                    | нар. 21.05.1920 Великий Бурлук     | Львів                                             |
| 32                      | Герой Радянського Союзу | Кисельов Іван Герасимович         | 29.06.1945 посмертно                 | Піхота                  | командир взводу, лейтенант                                    | нар. 1923 Григорівка               | пом. 07.03.1945 Угорщина                          |
| 33                      | Герой Радянського Союзу | Ольшанський Костянтин Федорович   | 20.04.1945 посмертно                 | морська піхота          | командир роти, старший лейтенант                              | нар. 21.05.1915 Приколотне         | пом. 27.03.1944 Миколаїв                          |
| 34                      | Герой Радянського Союзу | Проценко Леонід Олексійович       | 15.01.1944 посмертно                 | Війська зв'язку         | старший телефоніст, гвардії рядовий                           | нар. 20.06.1911 Великий Бурлук     | пом. 02.10.1943 Миси                              |
| 35                      | Герой Радянського Союзу | Тарасов Лука Федорович            | 07.04.1940 № 493                     | Артилерія               | командир взводу, лейтенант                                    | нар. 05.02.1913 Зарубинка          | пом. 18.08.1990 Москва                            |
| 36                      | Герой Радянського Союзу | Холод Михайло Мефодійович         | 24.03.1945 посмертно                 | Піхота                  | автоматник, рядовий                                           | нар. 1923 Малий Бурлук             | пом. 06.08.1944 Пренай                            |
| Вовчанський район:      |                         |                                   |                                      |                         |                                                               |                                    |                                                   |
| 37                      | Герой Радянського Союзу | Голоско Онисим Михайлович         | 19.03.1944 № 941                     | Генералітет             | командир дивізії, генерал-майор                               | нар. 14.02.1900 Варварівка         | пом. 28.02.1955 Калуга                            |
| 38                      | Герой Радянського Союзу | Кравченко Олександр Іванович      | 01.11.1943 №                         | Артилерія               | командир батальйону, капітан                                  | нар. 01.10.1906 Білий Колодязь     | пом. 04.12.1987 Одеса                             |
| 39                      | Герой Радянського Союзу | Лісовий Митрофан Трохимович       | 03.06.1944 посмертно                 | Піхота                  | командир полку, майор                                         | нар. 23.11.1905 Рубіжне            | пом. 30.09.1943 Остер                             |
| 40                      | Герой Радянського Союзу | Лисенко Федір Костянтинович       | 24.03.1945 посмертно                 | Піхота                  | командир полку, підполковник                                  | нар. 19.03.1913 Юрченкове          | пом. 22.02.1945 Шяуляй                            |
| 41                      | Герой Радянського Союзу | Помазунов Олександр Іванович      | 27.06.1945 № 7978                    | Авіація                 | старший штурман дивізії, гвардії майор                        | нар. 25.08.1915 Верхній Салтів     | пом. 12.05.1991 Київ                              |
| 42                      | Герой Радянського Союзу | Сабельников Федір Сидорович       | 26.10.1943 № 3185                    | Піхота                  | командир полку, гвардії майор                                 | нар. 09.05.1908 Караїчне           | пом. 17.03.1947 Грозний                           |
| 43                      | Герой Радянського Союзу | Саєнко Василь Тарасович           | 27.06.1945 № 8854                    | Бронетанкові війська    | командир танку, гвардії лейтенант                             | нар. 21.01.1920 Шевченкове         | пом. 02.07.1988 Херсон                            |
| 44                      | Герой Радянського Союзу | Токаренко Михайло Кузьмич         | 10.04.1945 № 6086                    | Авіація                 | штурман, гвардії капітан                                      | нар. 04.02.1919 Білий Колодязь     | пом. 03.03.1984 Дніпропетровськ                   |
| 45                      | Герой Радянського Союзу | Чайка Федір Васильович            | 31.05.1945 № 6494                    | Піхота                  | командир полку, підполковник                                  | нар. 03.03.1918 Чайківка           | пом. 13.10.1974 Одеса                             |
| 46                      | Герой Радянського Союзу | Шип Пантелій Семенович            | 20.04.1945 посмертно                 | морська піхота          | автоматник, молодший сержант                                  | нар. 1918 Червоноармійське Перше   | пом. 27.03.1944 Миколаїв                          |
| 47                      | Герой Радянського Союзу | Щербаченко Марія Захарівна        | 23.10.1943 № 1073                    | Військова медицина      | санітар, рядовий                                              | нар. 14.02.1922 Охрімівка          | Київ                                              |
| Дворічанський район:    |                         |                                   |                                      |                         |                                                               |                                    |                                                   |
| 48                      | Герой Радянського Союзу | Ковальов Олексій Федорович        | 25.09.1944 № 3055                    | Артилерія               | командир гармати, старший сержант                             | нар. 23.03.1913 Токарівка          | пом. 30.11.1987 Лисичанськ                        |
| 49                      | Герой Радянського Союзу | Лялін Василь Костянтинович        | 13.04.1944 № 3362                    | Авіація                 | штурман, капітан                                              | нар. 09.01.1920 Дворічна           | пом. 18.07.1989 Одеса                             |
| 50                      | Герой Радянського Союзу | Титов Микола Петрович             | 24.03.1945 № 4201                    | Піхота                  | командир полку, гвардії підполковник                          | нар. 17.12.1908 Колодязне          | пом. 02.03.1989 Харків                            |
| Дергачівський район:    |                         |                                   |                                      |                         |                                                               |                                    |                                                   |
| 51                      | Герой Радянського Союзу | Андрейко Микола Матвійович        | 30.10.1943 № 6694                    | Піхота                  | старший телефоніст, рядовий                                   | нар. 06.05.1922 Вільшани           | пом. 28.12.2008 Харків                            |
| 52                      | Герой Радянського Союзу | Бєлозьоров Іван Павлович          | 16.05.1944 № 3805                    | Авіація                 | командир ланки, гвардії старший лейтенант                     | нар. 01.09.1918 Малі Проходи       | пом. 14.02.2006 Сімферополь                       |
| 53                      | Герой Радянського Союзу | Денчик Микола Федорович           | 04.02.1944 № 2819                    | Авіація                 | заступник командира ескадрильї, гвардії старший лейтенант     | нар. 01.05.1920 Вільшани           | пом. 24.08.1996 Харків                            |
| 54                      | Герой Радянського Союзу | Коваленко Петро Іванович          | 15.01.1944 посмертно                 | Інженерні війська       | командир батальйону, гвардії підполковник                     | нар. 14.10.1909 Пересічне          | пом. 19.11.1943 Радуль                            |
| Зачепилівський район:   |                         |                                   |                                      |                         |                                                               |                                    |                                                   |
| 55                      | Герой Радянського Союзу | Бурмака Василь Антонович          | 15.05.1946 № 9116                    | Авіація                 | старший льотчик, лейтенант                                    | нар. 25.02.1918 Нове Мажарове      | пом. 09.09.2014 Запоріжжя                         |
| 56                      | Герой Радянського Союзу | Кизима Андрій Іванович            | 19.04.1945 № 7266                    | Авіація                 | командир ескадрильї, старший лейтенант                        | нар. 22.08.1918 Рунівщина          | пом. 16.04.1994 Санкт-Петербург                   |
| 57                      | Герой Радянського Союзу | Коваленко Петро Данилович         | 22.02.1944 № 2713                    | Війська зв'язку         | командир відділення, гвардії сержант                          | нар. 15.12.1918 Педашка Перша      | пом. 16.06.1993 Київ                              |
| 58                      | Герой Радянського Союзу | Нечипоренко Микола Гаврилович     | 15.05.1946 № 8071                    | Артилерія               | гарматний номер, гвардії рядовий                              | нар. 06.12.1896 Миколаївка         | пом. 26.05.1975 Першотравневе                     |
| 59                      | Герой Радянського Союзу | Сипало Іван Миронович             | 24.03.1945 № 8071                    | Піхота                  | командир роти, гвардії старший лейтенант                      | нар. 14.06.1922 Зачепилівка        | пом. 10.11.2002 Харків                            |
| Зміївський район:       |                         |                                   |                                      |                         |                                                               |                                    |                                                   |
| 60                      | Герой Радянського Союзу | Слюсаренко Захар Карпович         | 23.09.1944 № 4650 31.05.1945 №       | Бронетанкові війська    | командир танкової бригади, гвардії полковник                  | нар. 16.09.1907 Зміїв              | пом. 06.04.1987 Київ                              |
| 61                      | Герой Радянського Союзу | Бублій Павло Семенович            | 24.03.1945 № 5939                    | Піхота                  | заступник командира полку, майор                              | нар. 15.01.1916 Зміїв              | пом. 28.03.1997 Харків                            |
| 62                      | Герой Радянського Союзу | Волк Ігор Петрович                | 29.07.1984 № 11515                   | Космонавтика            | льотчик-космонавт, підполковник                               | нар. 12.04.1937 Зміїв              | Москва                                            |
| 63                      | Герой Радянського Союзу | Воронько Олександр Григорович     | 23.02.1945 № 7598                    | Авіація                 | командир ескадрильї, гвардії майор                            | нар. 18.07.1917 Соколове           | пом. 09.02.1997 Харків                            |
| 64                      | Герой Радянського Союзу | Ковтун Григорій Іванович          | 20.04.1945 посмертно                 | Морська піхота          | радист, старший матрос                                        | нар. 25.09.1922 Черемушне          | пом. 28.03.1944 Миколаїв                          |
| 65                      | Герой Радянського Союзу | Колодяжний Арсентій Григорович    | 19.03.1944 посмертно                 | Піхота                  | стрілець, гвардії рядовий                                     | нар. 1906 Гонтарі                  | пом. 1943 зник безвісти                           |
| 66                      | Герой Радянського Союзу | Кравцов Юхим Єгорович             | 30.10.1943 № 1652                    | Війська зв'язку         | старший телеграфіст, старшина                                 | нар. 24.12.1910 Шелудьківка        | пом. 07.01.1984 Київ                              |
| 67                      | Герой Радянського Союзу | Кришталь Арсентій Єлисійович      | 26.10.1943 № 2223                    | Бронетанкові війська    | механік-водій танку, старшина                                 | нар. 1913 Чемужівка                | пом. 19.12.1977 Чемужівка                         |
| 68                      | Герой Радянського Союзу | Міщенко Іван Васильович           | 16.10.1943 № 1811                    | Артилерія               | командир взводу, гвардії лейтенант                            | нар. 05.05.1922 Соколове           | пом. 30.03.1987 Івано-Франківськ                  |
| 69                      | Герой Радянського Союзу | Пасько Микола Федорович           | 18.08.1945 № 8892                    | Авіація                 | командир ескадрильї, гвардії старший лейтенант                | нар. 12.12.1918 Скрипаї            | пом. 16.07.1982 Харків                            |
| 70                      | Герой Радянського Союзу | Протопопов Іван Іванович          | 24.03.1945 посмертно                 | Піхота                  | командир взводу, старший лейтенант                            | нар. 15.04.1907 Геніївка           | пом. 10.08.1944 Радинський повіт                  |
| 71                      | Герой Радянського Союзу | Чепур Микита Дмитрович            | 22.02.1944 № 2511                    | Піхота                  | командир відділення, гвардії молодший сержант                 | нар. 17.04.1906 Зміїв              | пом. 09.10.1982 Харків                            |
| 72                      | Герой Радянського Союзу | Шемигон Олексій Родіонович        | 24.03.1945 посмертно                 | Піхота                  | командир роти, лейтенант                                      | нар. 1916 Вилівка                  | пом. 20.08.1944 Румунія                           |
| Золочівський район:     |                         |                                   |                                      |                         |                                                               |                                    |                                                   |
| 73                      | Герой Радянського Союзу | Лабуз Павло Іванович              | 10.04.1945 № 6007                    | Бронетанкові війська    | командир танку, гвардії молодший лейтенант                    | нар. 12.11.1925 Івашки             | пом. 09.12.1988 Москва                            |
| 74                      | Герой Радянського Союзу | Матлаєв Омелян Іванович           | 10.04.1945 посмертно                 | Війська зв'язку         | телефоніст, рядовий                                           | нар. 14.08.1904 Окіп               | пом. 26.01.1945 Польща                            |
| 75                      | Герой Радянського Союзу | Світличний Тимофій Іванович       | 24.03.1945 посмертно                 | Артилерія               | командир реактивної установки, гвардії сержант                | нар. 01.05.1917 Світличне          | пом. 26.06.1944 Сєнно                             |
| 76                      | Герой Радянського Союзу | Солодилов Микола Федотович        | 26.10.1943 № 5382                    | Війська зв'язку         | телефоніст, рядовий                                           | нар. 20.04.1924 Уди                | пом. 17.01.1983 Слов'янськ                        |
| 77                      | Герой Радянського Союзу | Стрижак Павло Григорович          | 23.09.1944 посмертно                 | Артилерія               | командир батареї, гвардії капітан                             | нар. 13.09.1922 Довжик             | пом. 28.03.1944 Радивилів                         |
| 78                      | Герой Радянського Союзу | Чалий Олександр Микитович         | 10.01.1944 посмертно                 | Інженерні війська       | командир відділення, єфрейтор                                 | нар. 1918 Леміщине                 | пом. 27.12.1943 Германівка                        |
| 79                      | Герой Радянського Союзу | Яровий Федір Карпович             | 31.05.1945 № 6863                    | Артилерія               | командир гармати, старший сержант                             | нар. 28.02.1922 Феськи             | пом. 20.06.1992 Харків                            |
| Ізюмський район:        |                         |                                   |                                      |                         |                                                               |                                    |                                                   |
| 80                      | Герой Радянського Союзу | Недбайло Анатолій Костянтинович   | 19.04.1945 № 6247 29.06.1945 № 63/ІІ | Авіація                 | командир ескадрильї, гвардії капітан                          | нар. 28.01.1923 Ізюм               | пом. 13.05.2008 Київ                              |
| 81                      | Герой Радянського Союзу | Галицький Микола Васильович       | 27.02.1945 № 6688                    | Піхота                  | командир кулеметного розрахунку, гвардії старший сержант      | нар. 19.12.1918 Співаківка         | пом. 04.08.1976 Луганськ                          |
| 82                      | Герой Радянського Союзу | Гомоненко Микита Васильович       | 20.06.1942 посмертно                 | Авіація                 | штурман, лейтенант                                            | нар. 16.04.1914 Бригадирівка       | пом. 28.08.1941 Дніпропетровськ                   |
| 83                      | Герой Радянського Союзу | Денисенко Григорій Кирилович      | 15.05.1946 № 9045                    | Авіація                 | штурман ескадрильї, лейтенант                                 | нар. 10.05.1921 Бабенкове          | пом. 20.03.2011 Гомель                            |
| 84                      | Герой Радянського Союзу | Запорожченко Григорій Андрійович  | 26.10.1943 № 1348                    | Війська зв'язку         | командир відділення, гвардії старший сержант                  | нар. 19.04.1907 Ізюм               | пом. 30.11.1979 Борова                            |
| 85                      | Герой Радянського Союзу | Золотухін Борис Олександрович     | 18.08.1945 № 4193                    | Авіація                 | командир ескадрильї, капітан                                  | нар. 07.02.1922 Ізюм               | пом. 07.05.1997 Санкт-Петербург                   |
| 86                      | Герой Радянського Союзу | Колесник Павло Антонович          | 22.02.1944 посмертно                 | Піхота                  | командир роти, гвардії молодший лейтенант                     | нар. 1915 Співаківка               | пом. 01.01.1944 Катьощине                         |
| 87                      | Герой Радянського Союзу | Остапенко Іван Петрович           | 23.02.1945 № 5319                    | Авіація                 | командир ескадрильї, гвардії капітан                          | нар. 14.10.1923 Довгеньке          | пом. 14.02.1964 Луганськ                          |
| 88                      | Герой Радянського Союзу | П'ятихін Іван Гаврилович          | 07.04.1940 № 290                     | Авіація                 | командир бригади, полковник                                   | нар. 25.10.1904 Попасне            | пом. 22.05.1971 Москва                            |
| 89                      | Герой Радянського Союзу | Яровий Григорій Васильович        | 13.09.1944 №                         | Інженерні війська       | командир відділення, гвардії старший сержант                  | нар. 1916 Кам'янка                 |                                                   |
| Кегичівський район:     |                         |                                   |                                      |                         |                                                               |                                    |                                                   |
| 90                      | Герой Радянського Союзу | Бендеберя Федір Кузьмич           | 24.03.1945 № 4206                    | Піхота                  | командир взводу, гвардії лейтенант                            | * 25.12.1917 Кегичівка             | † 11.06.1991 Бровари                              |
| 91                      | Герой Радянського Союзу | Волошин Андрій Максимович         | 24.03.1945 № 7259                    | Піхота                  | командир полку, гвардії підполковник                          | * 14.09.1906 Калюжине              | † 24.11.1974 Москва                               |
| 92                      | Герой Радянського Союзу | Доценко Йосип Трохимович          | 16.10.1943 посмертно                 | Піхота                  | командир роти, старший лейтенант                              | * 15.11.1916 Парасковія            | † 28.09.1943 Чернігів                             |
| 93                      | Герой Радянського Союзу | Семченко Яків Сергійович          | 10.04.1945 № 8292                    | Артилерія               | командир полку, майор                                         | нар. 06.12.1918 Парасковія         | † 24.02.2004 Санкт-Петербург                      |
| 94                      | Герой Радянського Союзу | Степаненко Григорій Іванович      | 24.03.1945 № 4971                    | Інженерні війська       | командир відділення, гвардії старший сержант                  | нар. 23.12.1917 Бессарабівка       | † 22.12.1988 Краматорськ                          |
| Коломацький район:      |                         |                                   |                                      |                         |                                                               |                                    |                                                   |
| 95                      | Герой Радянського Союзу | Крамар Степан Трохимович          | 26.10.1943 № 1426                    | Піхота                  | командир гармати, гвардії старший сержант                     | нар. 07.01.1920 Різуненкове        | † 09.01.1945 Львів                                |
| Красноградський район:  |                         |                                   |                                      |                         |                                                               |                                    |                                                   |
| 96                      | Герой Радянського Союзу | Гамов Дмитро Васильович           | 24.03.1945 № 6388                    | Інженерні війська       | понтонер, рядовий                                             | * 1924 Піщанка                     | † 25.06.1964 Піщанка                              |
| 97                      | Герой Радянського Союзу | Давидов Іван Євгенович            | 23.10.1943 № 3181                    | Піхота                  | командир полку, майор                                         | нар. 19.04.1906 Лукашівка          | † 05.06.1963 Красноград                           |
| 98                      | Герой Радянського Союзу | Колесник Василь Артемович         | 24.08.1943 № 1150                    | Авіація                 | командир ескадрильї, капітан                                  | нар. 05.07.1914 Петрівка           | † 02.05.1996 Київ                                 |
| 99                      | Герой Радянського Союзу | Петренко Іван Прокопович          | 29.06.1945 №                         | Артилерія               | командир батареї, лейтенант                                   | * 22.07.1924 Циглерівка            | † 25.08.1967 Ростов-на-Дону                       |
| 100                     | Герой Радянського Союзу | Соммер Андрій Йосипович           | 19.04.1945 № 6975                    | Бронетанкові війська    | командир танкової бригади, полковник                          | * 17.05.1897 Красноград            | † 17.09.1966 Калінінград                          |
| 101                     | Герой Радянського Союзу | Сябро Микола Андрійович           | 10.01.1944 № 11166                   | Піхота                  | командир взводу, старший сержант                              | * 17.12.1921 Берестовеньки         | † 11.01.1997 Берестовеньки                        |
| 102                     | Герой Радянського Союзу | Тимошенко Федір Якимович          | 15.05.1946 посмертно                 | Бронетанкові війська    | командир взводу, гвардії старший лейтенант                    | * 15.05.1915 Красноград            | † 20.03.1945 Тата                                 |
| Краснокутський район:   |                         |                                   |                                      |                         |                                                               |                                    |                                                   |
| 103                     | Герой Радянського Союзу | Ахтирченко Михайло Іванович       | 10.01.1944 № 2124                    | Бронетанкові війська    | механік-водій танку, гвардії старший сержант                  | нар. 29.10.1918 Пархомівка         | † 05.06.1996 Київ                                 |
| 104                     | Герой Радянського Союзу | Бабаченко Федір Захарович         | 11.04.1940 № 354                     | Артилерія               | начальник розвідки дивізіону, молодший лейтенант              | нар. 10.10.1911 Степанівка         | доля невідома                                     |
| 105                     | Герой Радянського Союзу | Варава Борис Семенович            | 10.04.1945 посмертно                 | Артилерія               | командир гармати, сержант                                     | нар. 1925 Пархомівка               | † 29.01.1945 Редлиці                              |
| 106                     | Герой Радянського Союзу | Дібров Кирило Селіверстович       | 31.05.1944 № 3791                    | морська піхота          | командир взводу, молодший лейтенант                           | * 17.07.1914 Мурафа                | † 20.03.1980 Сочі                                 |
| 107                     | Герой Радянського Союзу | Желізний Спартак Авксентійович    | 31.03.1943 посмертно                 | Політпрацівники         | комісар роти, політрук                                        | нар. 1912 Мурафа                   | † 10.12.1941 Вахрушеве                            |
| 108                     | Герой Радянського Союзу | Катрич Олексій Миколайович        | 28.10.1941 № 549                     | Авіація                 | заступник командира ескадрильї, лейтенант                     | нар. 25.10.1917 Олексіївка         | † 25.11.2004 Москва                               |
| 109                     | Герой Радянського Союзу | Кітченко Павло Семенович          | 20.12.1943 № 2741                    | Бронетанкові війська    | командир взводу, лейтенант                                    | нар. 17.08.1913 Качалівка          | † 24.02.1973 Васильків                            |
| 110                     | Герой Радянського Союзу | Нестеренко Іван Максимович        | 01.11.1943 посмертно                 | Політпрацівники         | замполіт батальйону, гвардії капітан                          | нар. 1918 Каплунівка               | † 26.09.1943 Вишневе                              |
| Куп'янський район:      |                         |                                   |                                      |                         |                                                               |                                    |                                                   |
| 111                     | Герой Радянського Союзу | Вербицький Олександр Євлампійович | 15.05.1946 №                         | Авіація                 | командир літака, гвардії капітан                              | нар. 29.12.1917 Куп'янськ-Вузловий | † 27.07.1956 Миргород                             |
| 112                     | Герой Радянського Союзу | Жало Семен Сергійович             | 30.10.1943 № 1640                    | Інженерні війська       | сапер, рядовий                                                | нар. 16.04.1918 Осадьківка         | † 18.10.1997 Куп'янськ                            |
| 113                     | Герой Радянського Союзу | Живолуп Михайло Андрійович        | 28.09.1943 № 1125                    | Авіація                 | командир полку, гвардії підполковник                          | нар. 22.07.1909 Куп'янськ          | † 11.06.1991 Санкт-Петербург                      |
| 114                     | Герой Радянського Союзу | Лоза Дмитро Федорович             | 15.05.1946 № 9080                    | Бронетанкові війська    | командир батальйону, гвардії капітан                          | нар. 14.04.1922 Колісниківка       | † 22.05.2001 Москва                               |
| 115                     | Герой Радянського Союзу | Нечепуренко Олексій Петрович      | 24.03.1945 посмертно                 | Піхота                  | стрілець, рядовий                                             | нар. 1912 Болдирівка               | † 14.07.1944 Білорусь                             |
| 116                     | Герой Радянського Союзу | Сидоренко Іван Ілліч              | 22.02.1944 №                         | Піхота                  | командир відділення, молодший сержант                         | нар. 19.10.1907 Куп'янськ          | † 06.09.1984 Куп'янськ                            |
| 117                     | Герой Радянського Союзу | Чалий Микола Полікарпович         | 07.03.1945 посмертно                 | військово-морський флот | командир групи, молодший лейтенант                            | нар. 07.07.1915 Куп'янськ          | † 02.07.1944 Голубиці                             |
| 118                     | Герой Радянського Союзу | Чурилов Леонід Дмитрович          | 06.04.1945 № 6002                    | Бронетанкові війська    | командир бригади, гвардії підполковник                        | нар. 30.05.1907 Куп'янськ          | † 18.09.1993 Москва                               |
| 119                     | Герой Радянського Союзу | Шкарлетова Марія Савеліївна       | 24.03.1945 № 7415                    | Військова медицина      | санінструктор, гвардії старший сержант                        | нар. 03.02.1925 Кислівка           | † 02.11.2003 Куп'янськ                            |
| Лозівський район:       |                         |                                   |                                      |                         |                                                               |                                    |                                                   |
| 120                     | Герой Радянського Союзу | Білоусов Василь Савелійович       | 17.10.1943 № 1923                    | Піхота                  | стрілець, гвардії рядовий                                     | * 02.12.1925 Роздори               | † 08.09.1977 Чернівці                             |
| 121                     | Герой Радянського Союзу | Мокрий Микола Микитович           | 17.10.1943 № 2068                    | Артилерія               | командир відділення, гвардії єфрейтор                         | нар. 15.09.1919 Лозова             | † 06.04.1944 Золотники                            |
| 122                     | Герой Радянського Союзу | Моргун Микола Іванович            | 30.10.1943 № 1598                    | Артилерія               | командир взводу, старший лейтенант                            | нар. 28.01.1914 Плисове            | † 06.06.1986 Лозова                               |
| 123                     | Герой Радянського Союзу | Нікітенко Василь Лаврентійович    | 31.05.1945 № 5907                    | Піхота                  | помічник командира взводу, старший сержант                    | нар. 1919 Миколаївка               | † 13.11.1974 Миколаївка                           |
| 124                     | Герой Радянського Союзу | Святошенко Леонід Степанович      | 27.06.1945 № 7873                    | Авіація                 | командир ескадрильї, капітан                                  | нар. 21.08.1923 Шугаївка           | † 27.11.1998 Москва                               |
| 125                     | Герой Радянського Союзу | Федоров Федір Федорович           | 08.02.1943 № 968                     | Авіація                 | заступник командира ескадрильї, старший лейтенант             | нар. 23.01.1920 Лозова             | † 25.03.2004 Мінськ                               |
| Нововодолазький район:  |                         |                                   |                                      |                         |                                                               |                                    |                                                   |
| 126                     | Герой Радянського Союзу | Карпов Стефан Архипович           | 04.06.1944 посмертно                 | Артилерія               | командир розрахунку, гвардії єфрейтор                         | * 1903 Старовірівка                | † 12.10.1943 Смоленськ                            |
| 127                     | Герой Радянського Союзу | Косов Василь Миколайович          | 31.05.1945 № 6823                    | Піхота                  | командир полку, гвардії полковник                             | * 28.02.1904 Бахметівка            | † 15.09.1979 Харків                               |
| 128                     | Герой Радянського Союзу | Краля Тихін Архипович             | 16.10.1943 № 1825                    | Інженерні війська       | командир відділення, гвардії єфрейтор                         | * 27.02.1919 Вільхуватка           | † 06.02.2008 Коростень                            |
| 129                     | Герой Радянського Союзу | Нога Митрофан Петрович            | 17.11.1939 № 185                     | Авіація                 | командир ескадрильї, старший лейтенант                        | * 19.08.1914 Ключеводське          | † 22.12.1986 Київ                                 |
| 130                     | Герой Радянського Союзу | Ребрик Кузьма Пилипович           | 31.05.1945 № 5850                    | Піхота                  | командир батальйону, майор                                    | * 10.10.1908 Стара Водолага        | † 07.01.1992 Харків                               |
| 131                     | Герой Радянського Союзу | Толстой Степан Калістратович      | 23.10.1943 № 2027                    | Піхота                  | командир роти, лейтенант                                      | * 22.11.1921 Старовірівка          | † 04.04.1962 Кутаїсі                              |
| 132                     | Герой Радянського Союзу | Щербак Олександр Васильович       | 10.01.1944 № 2114                    | Артилерія               | навідник гармати, гвардії рядовий                             | * 15.02.1921 Стара Водолага        | † 25.02.1998 Харків                               |
| Первомайський район:    |                         |                                   |                                      |                         |                                                               |                                    |                                                   |
| 133                     | Герой Радянського Союзу | Бугайченко Іван Федотович         | 08.05.1965 посмертно                 | Партизани і підпільники | секретар підпільного райкому КП(б)У                           | нар. 15.08.1913 Михайлівка         | † 14.01.1943 Потіївка                             |
| 134                     | Герой Радянського Союзу | Волковський Володимир Пилипович   | 24.03.1945 № 5743                    | Бронетанкові війська    | командир роти, гвардії лейтенант                              | нар. 14.04.1922 Миколаївка         | † 24.10.1971 Київ                                 |
| 135                     | Герой Радянського Союзу | Касинов Полікарп Минович          | 27.02.1945 посмертно                 | Піхота                  | ад'ютант батальйону, капітан                                  | нар. 07.03.1906 Верхній Бишкин     | † 02.02.1945 Польща                               |
| 136                     | Герой Радянського Союзу | Колодченко Борис Григорович       | 10.01.1944 посмертно                 | Бронетанкові війська    | командир танку, лейтенант                                     | * 1918 Миронівка                   | † 20.10.1943 Київська область                     |
| 137                     | Герой Радянського Союзу | Максюта Ілля Михайлович           | 10.01.1944 посмертно                 | Інженерні війська       | командир відділення, сержант                                  | нар. 1911 Роздолля                 | † 01.10.1943 Балико-Щучинка                       |
| 138                     | Герой Радянського Союзу | Плохий Василь Павлович            | 02.04.1944 № 3405                    | Партизани і підпільники | командир партизанського загону                                | * 20.03.1919 Верхній Бишкин        | † 27.09.1988 Санкт-Петербург                      |
| 139                     | Герой Радянського Союзу | Усенко Іван Архипович             | 24.03.1945 № 8887                    | Піхота                  | командир розрахунку, гвардії сержант                          | нар. 25.09.1925 Миронівка          | † 23.02.1997 Балаклія                             |
| 140                     | Герой Радянського Союзу | Шумський Олексій Денисович        | 17.11.1943 посмертно                 | морська піхота          | командир взводу, лейтенант                                    | нар. 15.03.1915 Олексіївка         | † 01.11.1943 Керч                                 |
| Печенізький район:      |                         |                                   |                                      |                         |                                                               |                                    |                                                   |
| 141                     | Герой Радянського Союзу | Камишев Іван Павлович             | 10.04.1945 посмертно                 | Піхота                  | кулеметник, рядовий                                           | * 07.07.1925 Артемівка             | † 26.01.1945 Челядзь                              |
| 142                     | Герой Радянського Союзу | Панченко Григорій Пилипович       | 28.04.1945 № 4885                    | Генералітет             | заступник командира корпусу, гвардії генерал-майор            | * 25.12.1900 Печеніги              | † 27.06.1966 Санкт-Петербург                      |
| Сахновщинський район:   |                         |                                   |                                      |                         |                                                               |                                    |                                                   |
| 143                     | Герой Радянського Союзу | Вовк Михайло Павлович             | 17.10.1943 № 2071                    | Артилерія               | командир батареї, гвардії старший лейтенант                   | * 21.11.1917 Гришівка              | † 18.02.1989 Севастополь                          |
| 144                     | Герой Радянського Союзу | Гужва Микола Якович               | 24.03.1945 № 6376                    | Піхота                  | командир взводу, лейтенант                                    | * 22.11.1914 Нововолодимирівка     | † 10.06.1955 Дзержинськ                           |
| 145                     | Герой Радянського Союзу | Калинич Микола Денисович          | 15.01.1944 № 3012                    | Кавалерія               | помічник командира взводу, гвардії старший сержант            | * 25.08.1909 Новобогданівка        | † 10.07.1996 Ростов-на-Дону                       |
| 146                     | Герой Радянського Союзу | Кипоть Іван Сергійович            | 01.07.1944 № 3737                    | Артилерія               | командир батареї, старший лейтенант                           | * 27.03.1914 Лигівка               | † 25.09.1983 Хмельницький                         |
| 147                     | Герой Радянського Союзу | Остапченко Микола Васильович      | 24.03.1945 посмертно                 | Піхота                  | командир відділення, старший сержант                          | * 1923 Сахновщина                  | † 05.09.1944 Польща                               |
| 148                     | Герой Радянського Союзу | Попудренко Микола Микитович       | 15.08.1943 посмертно                 | Партизани і підпільники | командир партизанського з'єднання                             | * 28.12.1906 Миколаївка            | † 07.07.1943 Чернігів                             |
| 149                     | Герой Радянського Союзу | Сулима Андрій Михайлович          | 26.04.1944 № 2418                    | Бронетанкові війська    | командир роти, гвардії лейтенант                              | * 06.10.1917 Чорнолозка            | † 11.03.1984 Санкт-Петербург                      |
| місто Харків:           |                         |                                   |                                      |                         |                                                               |                                    |                                                   |
| 150                     | Герой Радянського Союзу | Ареф'єв Костянтин Артемович       | 02.05.1945 № 7496                    | Партизани і підпільники | командир партизанського загону, лейтенант                     | нар. 25.12.1915 Харків             | † 08.03.1948 Київ                                 |
| 151                     | Герой Радянського Союзу | Батицький Павло Федорович         | 07.05.1965 № 10681                   | Генералітет             | перший заступник начальника Генерального штабу, генерал армії | нар. 27.06.1910 Харків             | † 17.02.1984 Москва                               |
| 152                     | Герой Радянського Союзу | Білоус Володимир Микитович        | 24.03.1945 № 5591                    | Артилерія               | командир батареї, лейтенант                                   | нар. 14.06.1916 Харків             | † 20.02.1977 Одеса                                |
| 153                     | Герой Радянського Союзу | Бордунов Віктор Микитович         | 24.03.1945 № 8034                    | Піхота                  | помічник командира взводу, сержант                            | нар. 24.09.1920 Харків             | † 04.02.1976 Харків                               |
| 154                     | Герой Радянського Союзу | Борзенко Сергій Олександрович     | 17.11.1943 № 2804                    | Політпрацівники         | військовий кореспондент, майор                                | нар. 02.07.1909 Харків             | † 19.02.1972 Москва                               |
| 155                     | Герой Радянського Союзу | Борисов Іван Дмитрович            | 07.02.1940 посмертно                 | Авіація                 | помічник командира ескадрильї, старший лейтенант              | нар. 1913 Харків                   | † 25.12.1939 Ханко                                |
| 156                     | Герой Радянського Союзу | Вишневський Анатолій Петрович     | 28.04.1945 посмертно                 | Політпрацівники         | комсорг батальйону, гвардії молодший лейтенант                | нар. 1924 Харків                   | † 28.11.1944 Егер                                 |
| 157                     | Герой Радянського Союзу | Волкова Надія Терентіївна         | 08.05.1965 посмертно                 | Партизани і підпільники | зв'язкова секретаря обкому ЛКСМУ                              | нар. 24.06.1920 Харків             | † 26.11.1942 Вовчанськ                            |
| 158                     | Герой Радянського Союзу | Гризодубова Валентина Степанівна  | 02.11.1938 № 104                     | Авіація                 | командир літака                                               | нар. 10.05.1909 Харків             | † 28.04.1993 Москва                               |
| 159                     | Герой Радянського Союзу | Гуданов Євген Олексійович         | 13.09.1944 посмертно                 | Піхота                  | командир взводу, лейтенант                                    | нар. 07.11.1921 Харків             | † 25.03.1944 Царинград                            |
| 160                     | Герой Радянського Союзу | Демидов Ростислав Сергійович      | 06.03.1945 № 5080                    | Авіація                 | штурман ланки, гвардії старший лейтенант                      | * 04.11.1922 Харків                | Москва                                            |
| 161                     | Герой Радянського Союзу | Добродецький Анатолій Васильович  | 04.02.1944 посмертно                 | Авіація                 | льотчик, молодший лейтенант                                   | * 06.01.1923 Харків                | † 10.08.1943 Харків                               |
| 162                     | Герой Радянського Союзу | Казаков Олександр Ілліч           | 15.05.1946 № 6687                    | Артилерія               | командир взводу, гвардії молодший сержант                     | * 09.02.1900 Харків                | † 27.12.1961 Харків                               |
| 163                     | Герой Радянського Союзу | Кисляк Марія Тимофіївна           | 08.05.1965 посмертно                 | Партизани і підпільники | керівник підпільної організації                               | * 06.03.1925 Харків                | † 18.06.1943 Харків                               |
| 164                     | Герой Радянського Союзу | Косьмін Євген Олександрович       | 19.03.1944 посмертно                 | Інженерні війська       | сапер, гвардії рядовий                                        | нар. 1925 Харків                   | † 29.09.1943 Олексіївка                           |
| 165                     | Герой Радянського Союзу | Лещенко Микола Павлович           | 25.09.1944 №                         | Артилерія               | командир взводу, лейтенант                                    | нар. 23.02.1923 Харків             | Харків                                            |
| 166                     | Герой Радянського Союзу | Мартинов Дмитро Дмитрович         | 24.03.1945 № 4781                    | морська піхота          | командир батальйону, майор                                    | нар. 14.12.1915 Харків             | † 27.01.2007 Красноярськ                          |
| 167                     | Герой Радянського Союзу | Набойченко Петро Порфирович       | 24.03.1945 посмертно                 | Піхота                  | кулеметник, гвардії єфрейтор                                  | нар. 22.06.1925 Харків             | † 14.07.1944 Друскінінкай                         |
| 168                     | Герой Радянського Союзу | Панганіс Ігор Володимирович       | 28.04.1945 посмертно                 | Артилерія               | командир гармати, гвардії сержант                             | * 1922 Харків                      | † 15.08.1942 Коротояк                             |
| 169                     | Герой Радянського Союзу | Поколодний Василь Дмитрович       | 14.02.1943 посмертно                 | Авіація                 | командир ланки, старший лейтенант                             | * 27.07.1916 Харків                | † 01.04.1942 Калузька область                     |
| 170                     | Герой Радянського Союзу | Світенко Микола Іванович          | 10.02.1943 № 883                     | Авіація                 | командир ескадрильї, капітан                                  | нар. 06.12.1913 Харків             | † 18.09.2007 Харків                               |
| 171                     | Герой Радянського Союзу | Сєдов Геннадій Якович             | 22.02.1944 № 1444                    | Артилерія               | командир розрахунку, гвардії сержант                          | нар. 17.10.1924 Харків             | Харків                                            |
| 172                     | Герой Радянського Союзу | Сичов Олександр Іванович          | 26.10.1943 № 1343                    | Інженерні війська       | командир батальйону, майор                                    | нар. 14.06.1903 Харків             | † 06.02.1978 Харків                               |
| 173                     | Герой Радянського Союзу | Соколов Валентин Петрович         | 15.05.1946 № 9050                    | Авіація                 | штурман ескадрильї, капітан                                   | нар. 27.12.1915 Харків             | † 02.08.1991 Москва                               |
| 174                     | Герой Радянського Союзу | Тишко Віктор Петрович             | 19.03.1944 № 4112                    | Артилерія               | мінометник, гвардії рядовий                                   | нар. 30.09.1923 Харків             | † 05.07.2005 Павловськ                            |
| 175                     | Герой Радянського Союзу | Толмачов Олександр Федорович      | 24.07.1943 № 720                     | Авіація                 | штурман, гвардії майор                                        | * 16.06.1913 Харків                | † 19.11.1979 Москва                               |
| 176                     | Герой Радянського Союзу | Федоренко Василь Іванович         | 24.05.1943 № 995                     | Авіація                 | штурман, капітан                                              | нар. 31.12.1913 Харків             | † 22.09.1943 Красноармійська                      |
| 177                     | Герой Радянського Союзу | Фомін Євген Олександрович         | 26.10.1944 №                         | Авіація                 | командир ескадрильї, капітан                                  | нар. 28.03.1915 Харків             | † 1997 Ростов-на-Дону                             |
| 178                     | Герой Радянського Союзу | Фрунзе Тимур Михайлович           | 16.03.1942 посмертно                 | Авіація                 | льотчик, лейтенант                                            | нар. 05.04.1923 Харків             | † 19.01.1942 Москва                               |
| 179                     | Герой Радянського Союзу | Харченко Іван Петрович            | 27.06.1945 посмертно                 | Піхота                  | командир розрахунку, гвардії старший сержант                  | нар. 1916 Харків                   | † 27.01.1945 Польща                               |
| 180                     | Герой Радянського Союзу | Храмов Микола Іванович            | 23.02.1948 № 8312                    | Авіація                 | старший льотчик-інструктор, підполковник                      | нар. 17.10.1913 Харків             | † 18.10.1950 Москва                               |
| 181                     | Герой Радянського Союзу | Чинков Анатолій Федорович         | 22.07.1944 № 4133                    | Піхота                  | командир роти, капітан                                        | нар. 19.10.1921 Харків             | † 16.02.2006 Харків                               |
| Харківський район:      |                         |                                   |                                      |                         |                                                               |                                    |                                                   |
| 182                     | Герой Радянського Союзу | Кубишкін Павло Антонович          | 24.03.1945 № 7424                    | Бронетанкові війська    | командир роти, старший лейтенант                              | нар. 29.08.1920 Васищеве           | † 25.03.1977 Васищеве                             |
| 183                     | Герой Радянського Союзу | Підкопай Іван Якович              | 22.02.1944 посмертно                 | Піхота                  | командир роти, гвардії капітан                                | нар. 1919 Безлюдівка               | † 10.12.1943 Нова Прага                           |
| 184                     | Герой Радянського Союзу | Потапенко Пилип Олексійович       | 30.10.1943 посмертно                 | Піхота                  | заступник командира батальйону, капітан                       | * 16.07.1922 Бабаї                 | † 21.10.1943 Радуль                               |
| 185                     | Герой Радянського Союзу | Тасуй Борис Терентійович          | 16.05.1944 посмертно                 | Бронетанкові війська    | командир роти, капітан                                        | * 28.01.1921 Південне              | † 05.12.1943 Тасунове                             |
| 186                     | Герой Радянського Союзу | Чепіга Юрій Якович                | 29.06.1945 № 8658                    | Авіація                 | штурман, майор                                                | нар. 23.02.1918 Люботин            | † 11.11.1991 Туапсе                               |
| 187                     | Герой Радянського Союзу | Шпилько Павло Іванович            | 27.06.1945 № 7646                    | Артилерія               | командир дивізіону, гвардії майор                             | нар. 30.08.1912 Люботин            | † 24.03.1968 Бологоє                              |
| 188                     | Герой Радянського Союзу | Ярмак Сергій Федорович            | 19.03.1944 посмертно                 | Артилерія               | командир мінометної обслуги, гвардії молодший сержант         | * 30.03.1923 Бабаї                 | † 22.02.1944 Бабаї                                |
| Чугуївський район:      |                         |                                   |                                      |                         |                                                               |                                    |                                                   |
| 189                     | Герой Радянського Союзу | Ачкасов Яків Михайлович           | 17.10.1943 № 1925                    | Піхота                  | командир роти, лейтенант                                      | * 10.04.1916 Кам'яна Яруга         | † 30.01.2004 Чугуїв                               |
| 190                     | Герой Радянського Союзу | Балакін Василь Микитович          | 24.03.1945 № 8905                    | Інженерні війська       | командир роти, гвардії лейтенант                              | нар. 05.03.1920 Чугуїв             | † 30.04.1966 Коростишів                           |
| 191                     | Герой Радянського Союзу | Білоконь Кузьма Філімонович       | 26.10.1944 № 4852                    | Авіація                 | командир ескадрильї, капітан                                  | нар. 24.10.1915 Юрченкове          | † 14.02.2006 Харків                               |
| 192                     | Герой Радянського Союзу | Зінченко Олександр Іванович       | 17.10.1943                           | Піхота                  | командир батальйону, майор                                    | нар. 1907 Клугино-Башкирівка       | † 10.11.1943 Дудки                                |
| 193                     | Герой Радянського Союзу | Зінченко Никифір Миколайович      | 15.05.1946 № 8148                    | Артилерія               | навідник гармати, сержант                                     | нар. 10.03.1911 Комсомольське      | † 22.01.1979 Печеніги                             |
| 194                     | Герой Радянського Союзу | Ігнатьєв Михайло Трохимович       | 24.08.1943 № 1119                    | Авіація                 | заступник командира ескадрильї, лейтенант                     | нар. 21.11.1920 Тетлега            | † 27.11.1973 Майкоп                               |
| 195                     | Герой Радянського Союзу | Козаков Олександр Федорович       | 26.10.1943 № 1419                    | Інженерні війська       | сапер, рядовий                                                | * 23.09.1907 Печеніги              | † 28.08.1980 Мерефа                               |
| 196                     | Герой Радянського Союзу | Комендат Вадим Петрович           | 18.08.1945 № 8624                    | Авіація                 | старший льотчик, лейтенант                                    | * 21.07.1923 Чугуїв                | † 23.11.1949                                      |
| 197                     | Герой Радянського Союзу | Корнійко Василь Харитонович       | 13.09.1944 посмертно                 | Піхота                  | командир взводу, гвардії молодший лейтенант                   | * 1924 Юрченкове                   | † 27.03.1944 Вознесенськ                          |
| 198                     | Герой Радянського Союзу | Литвинов Володимир Григорович     | 26.08.1944 посмертно                 | Бронетанкові війська    | командир роти, гвардії капітан                                | нар. 24.11.1919 Чугуїв             | † 22.01.1944 Новгород                             |
| 199                     | Герой Радянського Союзу | Музикін Василь Пилипович          | 21.03.1940 № 363                     | Артилерія               | командир батареї, лейтенант                                   | нар. 08.04.1918 Зарожне            | † 28.05.1980 Чугуїв                               |
| 200                     | Герой Радянського Союзу | Шандула Володимир Никифорович     | 27.06.1945 № 6040                    | Авіація                 | заступник командира ескадрильї, гвардії капітан               | нар. 06.08.1920 Гракове            | † 10.10.1999 Слов'янськ                           |
| Шевченківський район:   |                         |                                   |                                      |                         |                                                               |                                    |                                                   |
| 201                     | Герой Радянського Союзу | Боженко Олександр Гаврилович      | 10.01.1944 № 2103                    | Бронетанкові війська    | механік-водій танку, гвардії старшина                         | * 15.09.1915 Новомиколаївка        | † 28.03.1972 Баку                                 |
| 202                     | Герой Радянського Союзу | Сухомлин Іван Михайлович          | 22.08.1944 № 4085                    | Бронетанкові війська    | командир роти, гвардії лейтенант                              | * 24.06.1923 Василенкове           | † 29.01.2002 Москва                               |
| 203                     | Герой Радянського Союзу | Штонда Григорій Єгорович          | 20.12.1943 № 4727                    | Піхота                  | кулеметник, гвардії єфрейтор                                  | * 06.08.1901 Новомиколаївка        | † 14.02.1960 Новомиколаївка                       |